# Escirónides
Escirónides  (en griego antiguo: Σκιρωνίδης Skironìdes; mitad del siglo V a. C.-después del 411 a. C.) fue un almirante ateninese.

## Biografía
En el 412 a. C., Escirónides con Frinico y Onomacles, fue nombrado comandante de la flota ateniense y argiva, que en aquel año fue enviada a Asia Menor. 
Después de un enfrentamiento victorioso con los habitantes de Mileto, que habían sido ayudados por el sátrapa persa Tisafernes y por el espartano Calcideo, los tres se dispusieron para poner sitio a la ciudad; pero cuando vino al rescate de los milesios una flota peloponesia y siciliana, volvieron a Samos, bajo la recomendación de Frínico. Ese año Escirónides se quedó en Samos. Los otros esrategos disponibles para quedarse en Samos eran Carmino y posiblemente Trasicles, mientras que Estrombíquides, Onomacles y Euctemón zarparon contra Quíos con 30 naves y parte de los mil hoplitas que habían luchado en Mileto.
En el 411 a. C., Pisandro acusó a Frínico ante el pueblo, que le relevó su cargo junto con su colega Escirónides, y envió en su lugar como estrategos al mando de la flota de Samos a Diomedonte y León.